# Communauté de communes Porte de Maurienne
Die Communauté de communes Porte de Maurienne ist ein französischer Gemeindeverband mit Rechtsform einer Communauté de communes im Département Savoie, dessen Verwaltungssitz sich in der Gemeinde Val-d’Arc befindet. Sein Gebiet umfasst den untersten Abschnitt des Maurienne-Tals kurz vor der Mündung des Arc in die Isère.
Der Gemeindeverband wurde Ende 1997 mit elf Gemeinden gegründet und bestand seit der Aufnahme von Épierre zum 1. Januar 2014 aus zwölf Mitgliedsgemeinden. Auf einer Fläche von 172,43 km² beläuft sich die Zahl der Mitglieder aktuell auf elf. Präsident des Gemeindeverbandes ist Hervé Genon.

## Aufgaben
Zu den vorgeschriebenen Kompetenzen gehören die Entwicklung und Förderung wirtschaftlicher Aktivitäten sowie die Raumplanung auf Basis eines Schéma de Cohérence Territoriale. Der Gemeindeverband betreibt die Rettungsdienste, die Abwasserentsorgung (teilweise) und die Müllabfuhr und -entsorgung. Zusätzlich baut und unterhält der Verband Kultur- und Sporteinrichtungen und bestimmt die Wohnungsbaupolitik. Einige Aufgaben wurden an einen übergeordneten Verband, das Syndicat du Pays de Maurienne, in dem die sieben im Maurienne-Tal bestehenden Gemeindeverbände Mitglieder sind, abgegeben, darunter die Förderung des Tourismus.

## Historische Entwicklung
Mit Wirkung vom 1. Januar 2019 gingen die ehemaligen Gemeinden Randens und Aiguebelle in die Commune nouvelle Val-d’Arc auf. Dadurch verringerte sich die Anzahl der Mitgliedsgemeinden auf elf. Der Verwaltungssitz ging an die Commune nouvelle über.

## Mitgliedsgemeinden
Folgende Gemeinden gehören der Communauté de communes Porte de Maurienne an:
| Gemeinde                                  | Einwohner 1. Januar 2022 | Fläche km² | Dichte Einw./km² | Code INSEE | Postleitzahl |
| ----------------------------------------- | ------------------------ | ---------- | ---------------- | ---------- | ------------ |
| Aiton                                     | 1.811                    | 16,29      | 111              | 73007      | 73220        |
| Argentine                                 | 952                      | 28,03      | 34               | 73019      | 73220        |
| Bonvillaret                               | 144                      | 8,88       | 16               | 73049      | 73220        |
| Épierre                                   | 762                      | 19,36      | 39               | 73109      | 73220        |
| Montgilbert                               | 115                      | 9,53       | 12               | 73168      | 73220        |
| Montsapey                                 | 83                       | 26,36      | 3                | 73175      | 73220        |
| Saint-Alban-d’Hurtières                   | 387                      | 19,40      | 20               | 73220      | 73220        |
| Saint-Georges-d’Hurtières                 | 409                      | 11,85      | 35               | 73237      | 73220        |
| Saint-Léger                               | 256                      | 11,06      | 23               | 73252      | 73220        |
| Saint-Pierre-de-Belleville                | 176                      | 7,46       | 24               | 73272      | 73220        |
| Val-d’Arc                                 | 2.009                    | 14,21      | 141              | 73212      | 73220        |
| Communauté de communes Porte de Maurienne | 7.104                    | 172,43     | 41               | –          | –            |